# ۲٬۵-دی آمینو تولوئن
۲٬۵-دی آمینو تولوئن  (به انگلیسی: 2,5-Diaminotoluene) با فرمول شیمیایی C7H10N2 یک ترکیب شیمیایی با شناسه پاب‌کم 821383 است. که جرم مولی آن ۱۲۲٫۱۷ گرم بر مول می‌باشد. شکل ظاهری این ترکیب، بلورهای سفید است.